# Вілл Поултер
Вілл Поултер (англ. Will Poulter; нар. 28 січня 1993, Лондон, Велика Британія) — англійський актор. Лауреат премії BAFTA у категорії «Зірка, що сходить» (2014). Двічі номінант на премію «Еммі» за ролі у телесеріалах «Ломка» (2021) та «Ведмідь» (2023).

## Біографія
Народився 28 січня 1993 року у Лондоні. Має брата Еда та сестру Шарлоту. Навчався у приватній школі The Harrodian School.
Як професійний актор дебютував у фільмі «Син Рембо» у ролі Лі Картера. У 2010 році зіграв одну з головних ролей, Юстаса Скрабба, у заключній частині трилогії «Хроніки Нарнії» — «Підкорювач Світанку».
У 2014—2018 роках виконував одну з головних ролей у першій і третій частині трилогії «Той, що біжить лабіринтом». У 2015 році зіграв одну з головних ролей у вестерні «Легенда Г'ю Гласса». 
У 2023 році зіграв Адама Ворлока в заключній частині трилогії «Вартові галактики». З того ж року грає шеф-кухаря Луку в телесеріалі «Ведмідь». 
У 2025 році виконав головні ролі у воєнному фільмі «Бойові дії» та чорній комедії «Смерть єдинорога».

## Фільмографія
| Рік       |    | Українська назва            | Оригінальна назва                                        | Роль                      |
| --------- | -- | --------------------------- | -------------------------------------------------------- | ------------------------- |
| 2007      | ф  | Син Рембо                   | Son of Rambow                                            | Лі Картер                 |
| 2008      | с  |                             | Comedy Lab                                               | різні ролі (S10-E1)       |
| 2008      | с  |                             | Lead Balloon                                             | хлопчик (S3-E21)          |
| 2009—2010 | с  | Школа комедій               | School of Comedy                                         | різні ролі (8 епізодів)   |
| 2010      | ф  | Хроніки Нарнії              | The Chronicles of Narnia: The Voyage of the Dawn Treader | Юстес Скраб               |
| 2011      | с  | Привиди                     | The Fades                                                | Мак (S1-E1)               |
| 2012      | ф  | Дикий Білл                  | Wild Bill                                                | Дін                       |
| 2013      | ф  | Ми — Міллери                | We're the Millers                                        | Кенні                     |
| 2014      | ф  | Пластик                     | Plastic                                                  | Форді                     |
| 2014      | ф  | Той, що біжить лабіринтом   | The Maze Runner                                          | Галлі                     |
| 2014      | ф  | Гласленд                    | Glassland                                                | Шейн                      |
| 2015      | кф |                             | A Plea For Grimsby                                       | Джон                      |
| 2015      | ф  | Легенда Г'ю Гласса          | The Revenant                                             | Джим Бріджер              |
| 2016      | ф  | Закохані діти               | Kids in Love                                             | Джек                      |
| 2017      | ф  | Машина війни                | War Machine                                              | Рік Ортега                |
| 2017      | ф  | Детройт                     | Detroit                                                  | Філіп Краус               |
| 2018      | ф  | Той, що біжить лабіринтом 2 | Maze Runner: The Death Cure                              | Галлі                     |
| 2018      | ф  | Маленький незнайомець       | The Little Stranger                                      | Родді Айрес               |
| 2018      | тф | Бузогриз                    | Black Mirror: Bandersnatch                               | Колін Рітман              |
| 2019      | кф |                             | Bainne                                                   | фермер                    |
| 2019      | ф  | Сонцестояння                | Midsommar                                                | Марк                      |
| 2020      | вг | Little Hope                 | The Dark Pictures Anthology: Little Hope                 | Ендрю, Ентоні, Абрахам    |
| 2021      | с  | Підземна залізниця          | The Underground Railroad                                 | Сем (S1-E2)               |
| 2021      | с  | Ломка                       | Dopesick                                                 | Біллі Катлер (8 епізодів) |
| 2022      | с  | Чому не Еванс?              | Why Didn't They Ask Evans?                               | Боббі Джонс (3 епізоди)   |
| 2023      | ф  | Вартові галактики 3         | Guardians of the Galaxy Vol. 3                           | Адам Ворлок               |
| 2023—2025 | с  | Ведмідь                     | The Bear                                                 | Лука (8 епізодів)         |
| 2024      | ф  | На прудких конях            | On Swift Horses                                          | Лі                        |
| 2025      | ф  | Смерть єдинорога            | Death of a Unicorn                                       | Шепард                    |
| 2025      | ф  | Бойові дії                  | Warfare                                                  | Ерік                      |
| 2025      | с  | Чорне дзеркало              | Black Mirror                                             | Колін Рітман (S7-E4)      |